# Aquil·las
Aquil·las va ser el 18è patriarca d'Alexandria, de l'any 311 al 313.
Nascut a Alexandria, va succeir al patriarca Pere I que va morir martiritzat en temps de la persecució de Dioclecià. Va ser elegit patriarca el desembre de l'any 311. Enganyat per Arri, a qui Pere I li havia retirat la condició de diaca, el va ordenar sacerdot. L'any 313 va morir Aquil·las, venerat per tots per les seves moltes virtuts, i va tenir per successor a Alexandre, al que va seguir Atanasi. Tant l'Església Catòlica com l'Església Ortodoxa Copta el consideren sant.